# The Game (álbum)
The Game (en español: El juego) es el octavo álbum de estudio de la banda de rock Queen, lanzado al mercado el 30 de junio de 1980 por Parlophone, fue el primer álbum de la banda que alcanzó la primera posición en los Estados Unidos, y el tercero que la alcanzó en Reino Unido. Si bien el álbum tuvo arreglos más simples que otros trabajos de Queen, The Game fue recibido con grandes elogios. Entre las canciones del álbum destacan "Another One Bites the Dust" escrita por John Deacon y "Crazy Little Thing Called Love" escrita por Freddie Mercury, que llegaron a ser éxitos del álbum junto a "Play the Game" y "Save Me". The Game fue el primer álbum de Queen en el que se utilizaron sintetizadores. Si bien no es citado en lista de mejores álbumes de la historia, es uno de los más vendidos de la banda.
Originariamente (mientras se realizaba el disco), el título era Play The Game, pero el baterista Roger Taylor expresó su inquietud acerca de sus posibles alusiones de conformidad, así que simplemente cambiaron el título a The Game.

## Lista de canciones
| CD  |                                  |              |          |  |
| N.º | Título                           | Escritor(es) | Duración |  |
| 1.  | «Play the Game»                  | Mercury      | 3:34     |  |
| 2.  | «Dragon Attack»                  | May          | 4:20     |  |
| 3.  | «Another One Bites the Dust»     | Deacon       | 3:37     |  |
| 4.  | «Need Your Loving Tonight»       | Deacon       | 2:50     |  |
| 5.  | «Crazy Little Thing Called Love» | Mercury      | 2:43     |  |
| 6.  | «Rock It (Prime Jive)»           | Taylor       | 4:33     |  |
| 7.  | «Don't Try Suicide»              | Mercury      | 3:53     |  |
| 8.  | «Sail Away Sweet Sister»         | May          | 3:33     |  |
| 9.  | «Coming Soon»                    | Taylor       | 2:50     |  |
| 10. | «Save Me»                        | May          | 3:50     |  |

| Bonus track (1991 Hollywood Records CD reissue) |                                                        |          |  |
| N.º                                             | Título                                                 | Duración |  |
| 1.                                              | «Dragon Attack» (1991 remix by Jack Benson and R.A.K.) | 4:23     |  |

| 2011 Bonus EP |                                                                     |          |  |
| N.º           | Título                                                              | Duración |  |
| 1.            | «Save Me (Live in Montreal, noviembre 1981)»                        |          |  |
| 2.            | «A Human Body (B-Side)»                                             |          |  |
| 3.            | «Sail Away Sweet Sister (Take 1 with guide vocal, febrero de 1980)» |          |  |
| 4.            | «It's a Beautiful Day (Original spontaneous idea, abril de 1980)»   |          |  |
| 5.            | «Dragon Attack (Live in Milton Keynes, junio de 1982)»              |          |  |

| CANCIONES EXTRA |                                                   |              |          |  |
| N.º             | Título                                            | Escritor(es) | Duración |  |
| 1.              | «Play The Game (Instrumental)»                    | Mercury      | 3:30     |  |
| 2.              | «A Human Body»                                    | Taylor       | 3:32     |  |
| 3.              | «Dragon Attack (1991 Remix by Jack Benson & RAK)» | May          | 4:23     |  |
| 4.              | «Dragon Attack (Instrumental)»                    | May          | 4:23     |  |
| 5.              | «Another One Bites The Dust (Radio Edit)»         | Deacon       | 3:36     |  |
| 6.              | «Another One Bites The Dust (Instrumental)»       | Deacon       | 3:30     |  |
| 7.              | «Another One Bites The Dust (A cappella)»         | Deacon       | 2:32     |  |
| 8.              | «Crazy Little Thing Called Love (SNL'82)»         | Mercury      | 4:10     |  |
| 9.              | «Sail Away Sweet Sister (Take 1)»                 | May          | 2:29     |  |
| 10.             | «Save Me (Live At Seibu Lions'82)»                | May          | 4:00     |  |

## Canciones

### Lado uno

#### "Play The Game"
"Play The Game" fue el tercer sencillo de la banda lanzado el 30 de mayo, un mes antes de la salida del LP. El sencillo en la que cuya cara B figuraba el tema de Roger A Human Body que no fue incluido en el álbum. Gracias a la ayuda del vídeo en la que Freddie apareció con su nuevo aspecto con pelo corto y bigote alcanzó la posición 14 de la lista de éxitos británicos. El vídeo promocional se rodó en los Trillion Studios de Londres, en mayo de 1980 en el que el director Brian Grant hizo un uso innovador de imágenes en reversa, de un efecto de agua para simular la furia del fuego y de la vaselina, algo que Queen ya había utilizado en otras ocasiones. Y una vez más, ahora en este vídeo, a Brian May se le ve tocando una Fender Stratocaster color fuego con cubierta blanca, sería el segundo videoclip en donde no usa su clásica Red Special. Se afirma que este video  , en su inicio , muestra una estética espacial , debido a que Queen , a sugerencia de su discográfica , aprovechaba en él ,  de promocionar la película "Flash Gordon " ( 1980 ) , en la que esta banda participó componiendo la música de su banda sonora. De hecho , Mercury usa una polera con el logo del film y del personaje del cómic , propiamente tal.

#### "Dragon Attack"
Aunque está acreditada a Brian May como compositor, fue el resultado de una improvisación de los cuatro miembros. Brian encontró las partes interesantes y las editó todas juntas. Entonces, también compuso unos arreglos para guitarra pesada (heavy guitar), para hacer el sonido más completo, y añadió algunos sonidos adicionales de la banda. Es considerada la primera canción Funk metal, género que terminaría por desarrollarse años más tarde.

#### "Another One Bites The Dust"
Fue el cuarto y último sencillo de The Game escrita por John Deacon, basado en ritmos disco, llegó a un éxito mundial que nadie había previsto. Fue el sencillo con mayor repercusión de todo el álbum. "Another One Bites The Dust" les otorgó su segundo n.º 1 en ocho meses y sigue siendo su éxito más vendido en el mercado estadounidense. En Japón, se editó el mismo acoplamiento. Roger fue el principal detractor del tema, y Freddie lo defendía. No fue hasta que Michael Jackson lo sugirió después de asistir a un concierto de Queen que decidieron editarlo como sencillo
John Deacon toca la mayoría de instrumentos como el bajo, guitarra rítmica y piano. Roger incluyó una nueva batería Ludwig con pads electrónicos y Brian algunos efectos de sonido con la Red special y un eventide harmonizer. En la canción en ningún momento se utilizan sintetizadores si no alterando los instrumentos en el estudio de grabación.
El vídeo promocional fue rodado en el Runion Theater de Dallas, Texas, el 9 de agosto de 1980 que se hizo durante la extensa gira de cinco semanas de la banda por Norteamérica en la que también muestra a Freddie con su nuevo aspecto.

#### "Need Your Loving Tonight"
El siguiente tema es obra de John Deacon nuevamente. Muy influenciado por The Beatles, "Need Your Loving Tonight" se editó como sencillo en los Estados Unidos y alcanzó en n.° 44 en noviembre de 1980. En vivo Freddie cantaba y tocaba el piano, Brian y Roger hacían los coros, tomando en cuenta que en el estudio los coros los hizo solamente Freddie y no se tocó piano.

#### "Crazy Little Thing Called Love"
Fue el primer sencillo del álbum The Game, un tema inspirado en el Rockabilly, compuesto por Freddie Mercury con la canción "We Will Rock You (Fast)" del álbum en directo Live Killers como Lado B. EMI lanzó el sencillo al mercado el 5 de octubre de 1979 y alcanzó el número 2 en las listas de Reino Unido. En Estados Unidos no fue editado hasta diciembre con "Spread Your Wings" también en su versión en directo de Live Killers como Lado B. El sencillo además fue número 1 en 5 países más.
Fue compuesta por Freddie Mercury mientras se daba un baño. Él mismo grabó la guitarra acústica en el estudio antes que la banda llegara y ejecutara las bases de la canción. Brian dijo que la ejecución de Freddie fue perfecta y únicamente se le agregó un solo de guitarra en la mitad de la canción, después  del consejo de su productor Mack, más bien parodiando el sonido de televisión de su famosa guitarra "Red Special". Freddie tocó la guitarra en todas las versiones en vivo en las que se interpretó esta canción; esto constituyó el único momento en el que tocó otro instrumento que el piano o la pandereta.
El video promocional fue dirigido por Dennis De Vallance filmado en los Trillion Studios de Londres en la que Brian May aparece tocando una Fender Telecaster en vez de la mítica Red Special.

### Lado dos

#### "Rock It (Prime Jive)"
Roger Taylor tuvo dificultades para aportar temas a The Game. Rock It (Prime Jive) fue generadora de disputas dentro de la banda. Se grabaron 2 versiones del tema, una cantada íntegramente por Freddie y otra grabada por Roger. La polémica vino al decidir cual de las 2 iría. Brian y Mack se inclinaban por la cantada por Freddie, mientras John y Roger por la de Roger. Finalmente se decidió que el intro sería de Freddie y el resto de la canción de Roger. En vivo era Freddie quien la cantaba.

#### "Don't Try Suicide"
"Don’t Try Suicide" es un tema de Freddie, sin sintetizadores, con un juego entre el bajo y la batería, y solos de Brian que rompen cada cierto rato la hegemonía del Sonic Volcano.
En un álbum posterior, Made in Heaven, hay una canción de cuatro segundos llamada "Yeah", la cual es un fragmento de "Don't Try Suicide".

#### "Sail Away Sweet Sister"
Grabada en las sesiones preliminares de 1979 junto a "Crazy Little Thing Called Love", "Save Me" y "Coming Soon", "Sail Away Sweet Sister" se sustenta en la delicada voz de Brian y en el bajo de John (que es un poco el instrumento principal en el disco y tiene un solo al cierre del track), con un desgarrador solo de guitarra, y Freddie cantando unas cuantas líneas.

#### "Coming Soon"
Roger tenía tres temas para este disco. Ya vimos el primero, "Rock It", el segundo estaba entre "A Human Body" y "Coming Soon". Quedó esta última quizás por estar musicalmente más cerca de los demás temas que A Human Body, que quedó guardada para que fuera el lado B de "Play The Game" por ser demasiado melódica para el resto del álbum.

#### "Save Me"
Fue escrita por Brian May, y fue el segundo sencillo de The Game. Se editó en enero de 1980, cuatro meses antes que el álbum, y en su cara B incluía la versión en directo de "Let Me Entertain You" extraída del álbum Live Killers. Esta balada alcanzó el puesto #11 de las listas de Reino Unido, nunca se llegó a editar en Estados Unidos, pero en Japón Elektra Records lo sacó en abril de 1980. 
Para este sencillo se grabó el primer vídeo promocional de animación de Queen, en la que mezcla una actuación en directo con una animación. El vídeo fue filmado en el Alexandra Palace de Londres y dirigido por Keith McMillan, durante la gira de diciembre conocida como Crazy Tour.

## Personal
Queen
- Freddie Mercury: voz principal y coros, guitarra acústica, piano y sintetizador Oberheim OBX.
- Brian May: guitarras, coros, armonizador, piano y voz principal en "Sail away sweet sister"
- Roger Taylor: baterías y coros, voz principal en "Rock it"
- John Deacon: bajo, guitarra rítmica, piano y palmas
- Reinhold Mack: sintetizadores y mezclas